# Hypnotica (album)
Hypnotica è l'album di debutto del DJ italiano Benny Benassi, pubblicato nel 2003.
In particolare contiene la hit Satisfaction, primo singolo pubblicato dall'artista. Gli altri singoli pubblicati sono stati: "Able To Love", "No Matter What You Do","Love Is Gonna Save Us" e "I Love My Sex"

## Tracce
1. Satisfaction
2. Able to Love
3. No Matter What You Do
4. Let It Be
5. Love Is Gonna Save Us
6. Inside of Me
7. I Wanna Touch Your Soul
8. I'm Sorry
9. Time
10. Put Your Hands Up
11. Get Loose
12. Change Style
13. I Love My Sex
14. Don't Touch Too Much

## Classifiche
| Classifica (2003-04) | Posizione massima |
| -------------------- | ----------------- |
| Belgio (Vallonia)    | 21                |
| Francia              | 5                 |
| Svizzera             | 32                |